# 霍爾特 (佛羅里達州)
霍爾特（英語：Holt）是位於美國佛羅里達州奧卡魯沙縣的一個非建制地區。該地的面積和人口皆未知。

## 地理
霍爾特的座標為30°42′57″N 86°44′45″W / 30.71583°N 86.74583°W，而該地的平均海拔高度為60米（即197英尺）。